# Burkinees honkbalteam

Vlag van Burkina Faso.

Het Burkinees honkbalteam is het nationale honkbalteam van Burkina Faso. Het team vertegenwoordigt Burkina Faso tijdens internationale wedstrijden. Het Burkinees honkbalteam hoort bij de Afrikaanse Honkbal & Softbal Associatie (AHSA).